# Kate Gleason

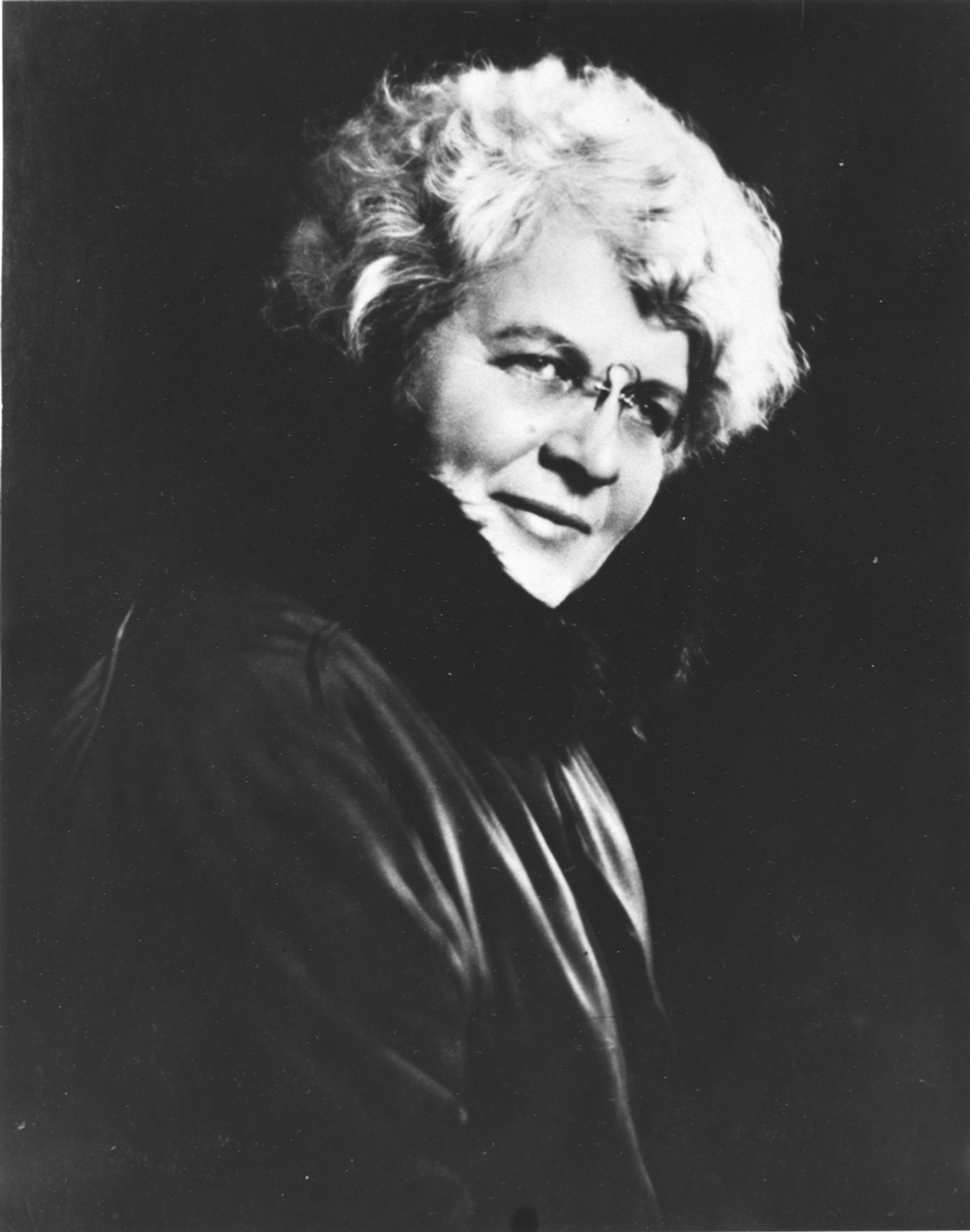
Kate Gleason

Kate Gleason (* 25. November 1865 als Catherine Anselm Gleason in Rochester, New York; † 9. Januar 1933 ebenda) war eine US-amerikanische Ingenieurin und Geschäftsfrau, die wegen ihres Berufes, in dem überwiegend Männer arbeiteten, und ihres humanitären Engagements bekannt wurde. Sie war zudem das erste weibliche Mitglied der American Society of Mechanical Engineers und gilt als Erfinderin des Fertighauses aus Beton.

## Leben
Catherine Anselm Gleason wurde als erstes von vier Kindern in Rochester, New York geboren. Ihre Eltern, William und Ellen McDermott Gleason, waren Einwanderer aus Irland. Der Vater war Besitzer einer Firma für Werkzeugmaschinen, der Gleason Works. Diese Firma wurde später zu einem wichtigen Exporteur für Getriebe.
Als Kate elf Jahre alt war, starb ihr älterer Stiefbruder Tom an Typhus. Dies brachte die Firma, in der Tom ein wichtiger Helfer war, in eine Notlage. Im Alter von zwölf Jahren half Kate ihrem Vater in der Firma und ersetzte dadurch ihren verstorbenen Stiefbruder. Im Jahr 1884 war sie die erste Frau, die Ingenieurwissenschaften Fachrichtung Maschinenbau an der Cornell University in Ithaca, New York, studierte. Das Studium konnte sie nicht abschließen, da sie in der Fabrik arbeiten musste. Sie setzte ihr Studium am Rochester Mechanics Institute, das später in Rochester Institute of Technology umbenannt wurde, fort. Bei Gleason Works war sie später Schatzmeisterin und Verkäuferin. Im Jahr 1893 half sie ihrem Vater bei der Optimierung der Getriebe, die fortan schneller produziert werden konnten. Sie reiste nach Europa, um weitere Absatzmärkte zu erschließen. Heute belaufen sich die internationalen Verkäufe auf drei Viertel des Absatzes.
Kates Mutter Ellen Gleason war eine Freundin der Frauenrechtlerin Susan B. Anthony. Kate Gleason unterstützte nach Anthonys Tod das Frauenwahlrecht.
Nach einem Konflikt mit der Familie verließ Kate Gleason 1913 das Familienunternehmen und erhielt bei der Ingle Machining Company Arbeit. 1914 war sie die erste Frau, die als Mitglied in die American Society of Mechanical Engineers aufgenommen wurde, und vertrat die Gesellschaft bei der World Power Conference in Deutschland. Von 1917 bis 1918 wurde sie als Präsidentin der First National Bank of East Rochester eingestellt, nachdem der vorherige Präsident für den Ersten Weltkrieg einberufen worden war. Aus dieser Position heraus engagierte sich Gleason für humanitäre Projekte in Rochester und gründete acht Firmen, inklusive einer Baugesellschaft, die Häuser für die Arbeiterklasse baute. Später erhielt sie die Chance, in South Carolina und Kalifornien zu arbeiten. Nach dem Ersten Weltkrieg half sie einer Stadt in Frankreich beim Wiederaufbau.
Im Jahr 1920 kaufte Gleason ein Stück Land in Sea Islands, South Carolina, um dort kostengünstige Wohnsiedlungen für Arbeiterfamilien entstehen zu lassen. Ihr Vorhaben konnte erst nach ihrem Tod verwirklicht werden. In dem von ihr entwickelten Verfahren wurde Flüssigbeton in Formen gegossen und nach Aushärtung aufgerichtet, sodass in kurzer Zeit ein Haus erbaut werden konnte. Das Haus mit sechs Zimmern wurde unter dem Namen „Concrest“ seit 1921 verkauft.

### Persönliches
Gleason sah in der Ehe ein Hindernis für ihre berufliche Karriere, weshalb sie nie verheiratet war und kinderlos blieb. Sie trat 1913 dem Verein Deutscher Ingenieure (VDI) bei; laut der Online-Ausgabe der Encyclopædia Britannica als erste Frau.

### Tod und Nachwirkung
Gleason starb am 9. Januar 1933 an einer Lungenentzündung und wurde auf dem Riverside Cemetery in Rochester beerdigt. Sie hinterließ mehr als 1,4 Mio. US-Dollar, die an Institutionen, Büchereien und Parks im Gebiet von Rochester flossen. Einen Teil erhielt das Rochester Institute of Technology. Das Kate Gleason College of Engineering, eine Ingenieurschule des RIT, wurde nach ihr benannt. Im Treppenhaus steht eine Büste von ihr. Kate Gleason Hall ist ein Studentenwohnheim am RIT. Das Unternehmen Gleason Works existiert immer noch und ist mit dem RIT eng verbunden.

## Zitat
Fred H. Colvin, ein ehemaliger Zerspanungsmechaniker und Journalist, beschreibt Kate Gleason in seinen Memoiren als:

“a kind of Madame Curie of machine tools […] Kate spent her youth learning her father’s business from the ground up, both in the shop and in the field, so that when she branched out for herself about 1895 as a saleswoman for her father’s gear-cutting machines, she knew as much as any man in the business.”

„eine Art Madame Curie von Werkzeugmaschinen […] Kate verbrachte ihre Jugend damit, das Geschäft ihres Vaters von Grund auf zu erlernen, sowohl im Laden als auch auf dem Feld, so dass sie, als sie sich um 1895 als Verkäuferin für die Verzahnmaschinen ihres Vaters selbstständig machte, so viel wusste wie jeder Mann in der Branche.“